# Miasto Livno
Miasto Livno (boś. Grad Livno) – jednostka administracyjna w Bośni i Hercegowinie, w kantonie dziesiątym. W 2013 roku liczyła 34 133 mieszkańców.